# Moskiewski Okręg Wojskowy (Federacja Rosyjska)
Moskiewski Okręg Wojskowy (ros. Московский военный округ) – dawna jednostka administracyjno-wojskowa Sił Zbrojnych Federacji Rosyjskiej, obejmująca całość obiektów militarnych – w tym jednostki wojskowe, zakłady przemysłu zbrojeniowego, jednostki paramilitarne – stacjonujących w północno-zachodniej części FR w okresie 1991–2010.
W końcowym okresie swojego istnienia liczył według różnych danych od 75 do 86 tysięcy żołnierzy. Zajmował ponad 700 tys. km². W jego skład  wchodziła również grupa operacyjna wojsk rosyjskich w Naddniestrzu. Na jego uzbrojeniu znajdowało się około 2100 czołgów, 1500-2200 wozów bojowych, 54 zestawy rakietowe „Toczka-U”, 1600-1740 zestawów artyleryjskich. 
1 września] 2010, razem z Kaliningradzkim Okręgiem Specjalnym i Leningradzkim Okręgiem Wojskowym wszedł w skład Zachodniego Okręgu Wojskowego.
26 lutego 2024 dekretem prezydenta Federacji Rosyjskiej Władimira Putina okręg odtworzono. W jego skład weszła Moskwa oraz obwody biełgorodzki, briański, włodzimierski, woroneski, iwanowski, kałuski, kostromski, kurski, lipiecki, moskiewski, niżnonowogrodzki, orelski, riazański, smoleński, tambowski, twerski, tulski i jarosławski.

## Struktura organizacyjna
W 2009
- 4 Gwardyjska Kanatamirowska BPanc – Naro Fomińsk;
- 6 Gwardyjska Częstochowska BPanc – Mulino;
- 9 Gwardyjska BZmot im Aleksandra Matrosowa – Mulino;
- 5 Gwardyjska Tamańska BZmot –  Albino/Kalininiec, rejon Naro Fomińsk;
- 27 Gwardyjska Sewastopolska BZmot –Tiepłyj Stan / Mosrentgen/Widnoje-4
- 262 BSiU   formowane 1 Samodzielnej BPanc.– Boguczar
- 99 BSiU, formowana 13 Gwardyjska Nowgorodsko-Witebska BZmot – Twer
- 8 Gwardyjska Szawlińska BZmot –Szali, po sformowaniu przerzucona do Północnokaukaskiego OW;
- 467 Gwardyjskie Moskiewsko-Tartuskie Okręgowe Centrum Szkolenia Młodszych Specjalistów WL – Kowrow;
- Grupa Operacyjna SZ FR w Mołdawii podporządkowana Moskiewskiemu OW
  - 82 Gwardyjski Segedskij bzmot
  - 113 Gwardyjski Niżnodniestrowskij bzmot
- 16 Brygada Specjalnego Przeznaczenia –Tambow;
- 448 Brygada Rakiet Operacyjno-Taktycznych – Drniewo;
- 112 Gwardyjska Noworosyjska Brygada Rakiet Operacyjno-Taktycznych  – Szuja;
- 79 Gwardyjska Nowozybkowska Brygada Artylerii Rakietowej –Twer;
- 288 Warszawsko-Brandemburska Brygada Artylerii – Mulino;
- 45 Świrska Brygada Artylerii Wielkiej Mocy – Tambow;
- 7015 BSiU – Mulino;
- 137 BSiU – Rżanica;
- 1 Sewastopolska Brygada Łączności – Seliatino, rejon Naro Fomińsk;
- 119 Brygada Łączności – Seliatino, rejon Naro Fomińsk.